# بشقاتين
بشقاتين  قرية سوريّة تتبع إداريّاً لمحافظة حلب منطقة جبل سمعان ناحية دارة عزة، بلغ تعداد سكانها 912 نسمة حسب التعداد السكاني لعام 2004.